# Manicheizmus

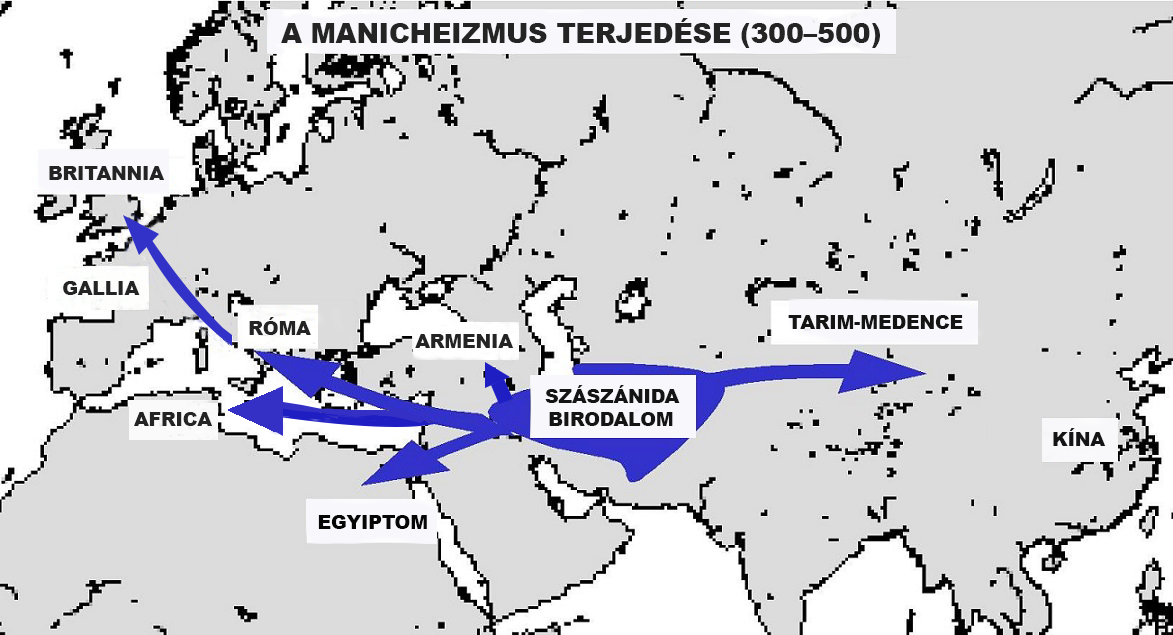
A manicheizmus terjedése 300-500 között

A manicheizmus (újperzsául: آیین مانی, átírva Āyin e Māni; kínaiul: 摩尼教; pinjin: Móní Jiào) iráni eredetű, az egyik legnagyobb szinkretista, részletesen kidolgozott vallás volt, amely a 3. és a 7. század között virágzott, és ekkor a Föld egyik legelterjedtebb vallása, az iszlám elterjedése előtt a kereszténység legfőbb riválisa volt. Ez az egyetlen világvallás, amely teljesen kihalt.
A manicheizmusban számos vallás eleme egyaránt jelen volt, alapvető tanításában és kozmológiájában azonban tipikus zarathustrai dualista, amely leírja a jó (lelki vagy fény-) világ és a gonosz (sötét) világ közötti harcot. Mindez olyannak tűnik, mint a kereszténységben Isten és Sátán birodalmának harca, de a manicheizmusban a Jó és Gonosz alapjában véve azonos hatalommal bírt. A manicheusok az ember lelkét a Jóval, testét a Gonosszal azonosították.
A manicheizmus mai napig tartó népszerűsége annak köszönhető, hogy a korabeli fő vallásokat: a zoroasztrizmust, a buddhizmust és a kereszténységet megkísérelte egy vallási rendszerbe integrálni. Habár az alapító próféta, Máni írásainak többsége elveszett, számos fordítás és töredékes szöveg fennmaradt.

## Története
A 3. századi Mání (az alapító próféta) Zarathustra, Buddha, az ószövetségi zsidó próféták és Jézus utódjának tartotta magát, akiknek a vallását beteljesíteni volt hivatott. Máni, miután Indiában 1 évig prédikált, 242 körül visszatért Perzsiába, ahol a szászánida uralkodó pártfogását élvezte. A manicheizmus I. Bahrám király trónra lépéséig virágzott, aki Mánit börtönbe vetette, majd 276-ban kivégeztette. A manicheizmust ekkor már itt elnyomták, de nyugati és keleti irányban is gyors ütemű terjeszkedésnek indult.
Már Mání életében rendkívül erős térítőtevékenységet végeztek hívei. Csakhamar az egész Római Birodalomban is voltak követői.
A Római Birodalomban 297-től tiltott vallás lett. Caius Aurelius Valerius Diocletianus római császár ekkor mondta el alexandriai beszédét, amelyben az ellenséges perzsáktól származó „rút és visszataszító vallás”t üldözendőnek nyilvánította, majd később az ehhez hasonló rendeleteket a kereszténnyé lett római császárok 326, 372 és 381-383-ban adták ki.
Diocletianus írta az Africa prokonzuljának címzett hivatalos rendeletben:
„Hallottuk, hogy a manichaensek.. új és eddig hallatlan szektákat hoztak létre a régebbi vallások ellenében, hogy kiűzzék azokat a tanokat, amelyeket az isteni kegyelem biztosított nekünk a múltban az ő javára. A közelmúltban új és váratlan szörnyetegekként bukkantak fel a perzsák – egy velünk szemben még mindig ellenséges nemzet – és behatoltak birodalmunkba... Elrendeljük, hogy e szekták vezetőit szigorú büntetésben részesítsék, és utálatos írásaikkal együtt égessék el a lángokban. Azt rendeljük, hogy követőik, ha továbbra is ellenszegülnek, halálbüntetést kapjanak, és vagyonukat a birodalmi kincstárba vonják el..”
312-ben, Miltiadész pápa idején Rómában is léteztek manicheus templomok.
354-ben Poitiers-i Szt. Hillár azt írta, hogy a manicheizmus jelentős erő a római Galliában. 381-ben a keresztények azt kérték I. Theodosiustól, hogy fossza meg a manicheusokat polgári jogaiktól. 382-től kezdve a császár egy sor rendeletet adott ki a manicheizmus elnyomására és követői megbüntetésére.
Nagy számban voltak jelen Észak-Afrikában, mintegy 9 évig hozzájuk tartozott Hippói Ágoston is. Ágoston 387-ben tért át a kereszténységre a manicheizmusból. Ez nem sokkal azután történt, hogy I. Theodosius 382-ben halállal büntetendő rendeletet adott ki az összes manicheus szerzetes ellen, és röviddel azelőtt, hogy a kereszténységet az egyetlen legitim vallásnak nyilvánította.
lásd még: Hippói Ágoston manicheista évei
Ágoston ugyan szakított a manicheizmussal – és ádázan támadta azt – de sohasem tudta magát teljesen függetleníteni a radikális dualizmus eszméjétől. Más formákban ugyan – mint az eredendő bűn gondolata – de belecsepegtette a katolicizmusba a dualizmus ideáját. 
A manicheus közösségek a 4. században szinte az egész római birodalomban és a szomszédos országokban is megjelentek.
A római, majd később a bizánci állam is tűzzel-vassal irtotta a híveit. A kereszténység mindegyik irányzata is élesen szemben állt velük, mozgalmukat a legveszélyesebb eretnekségnek tartották.
A súlyos üldöztetések következtében a vallás az 5. században szinte eltűnt Nyugat-Európából, a 6. században pedig a birodalom keleti részéből is.
A hitvitázó irataik az egyistenhívő vallások ellen a későbbi valláskritikának is forrásául szolgáltak.
Tanaikat Európában több eretneknek nyilvánított „szekta” újította fel a középkorban. Közvetett vagy közvetlen módon nagy hatást gyakoroltak a dualista jellegű mozgalmakra: a bogumilok és a katharok nézeteire.
A történelem folyamán gyakran tévesen nevezték az eretnekségek és szekták képviselőit "manicheusok"nak, ha hasonló jellemzőket láttak a tanításukban.

### Keleten
Keleten még nagyobb volt Mání tanának hatóköre. Hívei egyházi közösséget alkottak, melynek élén a babiloni püspök állt. Perzsiában az üldözött szekta
rejtett életét élték; és amikor az iszlám uralomra jutott Perzsiában, a manichaeusok térítő célzattal fordították le könyveiket pehleviből szír és arab nyelvekre. Volt idő, mikor a kalifák részéről pártfogásban részesültek, de aztán ellenük fordultak.

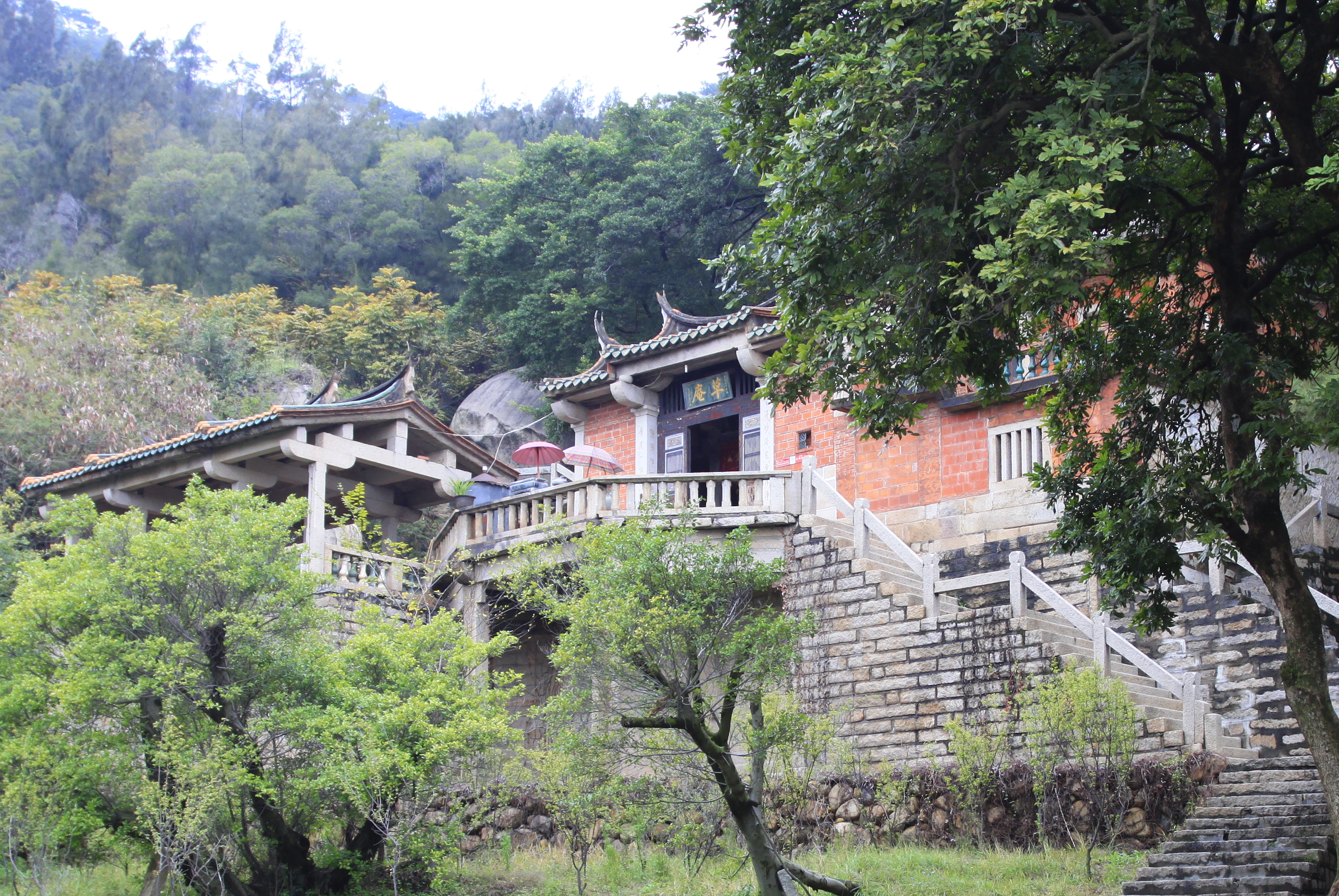
Kínai manicheusok által épített templom, az egyetlen a világon, amely a mai napig fennmaradt. A későbbi hívők már buddhista templomnak tekintették. (Cǎo'ān-templom (草庵), Fucsien). 2021-ben felvették az UNESCO világörökségi listájára sok más csüancsoui (Quanzhou) helyszínnel együtt.

A nesztoriánus keresztények és a buddhisták méltó riválisaként, a manicheus hittérítők végigjárták az egész selyemutat. Egy közelmúltbeli régészeti felfedezés azt bizonyította, hogy már a 6. század második felében megjelentek Kínában is.
Boku Tekin (759–780) ujgur kagán 763-ban tért át a vallásra, miután háromnapos beszélgetést folytatott a prédikátoraival, ezután a birodalmában államvallássá is tette. (A turfáni ásatásokból sok emlék került felszínre.) Amikor az ujgur birodalom a 840-es években romba dőlt, a manicheizmus elvesztette állami pártfogását.
A kínaiak a 9. században üldözni kezdték a manicheusokat, akiket vegetáriánusoknak és ördögimádóknak neveztek. Úgy tűnik, hogy a 14. század után itt is jelentősen visszaszorult, mindazonáltal továbbra is kitartott az ország egyes részein, főképp Fucsien tengerparti vidékén. Taoista szektaként és a későbbiekben elszórtan, titkos társaságok álcája mögött létezett tovább. Az időnkénti ellenállás dacára, a jelek szerint egészen a közelmúltig fennmaradt. A kínai manicheizmust azonban mélyen "elrontották" és a vallás alkalmazkodott a kínai kulturális környezethez.
Keleten olyan tradíciók bizonyítják a manicheizmus befolyását, mint a taoizmus  vagy a tibeti vallások.

## Egyházi hierarchia
A manicheus "egyház" két fő csoportra tagolódott: a (ki)választottakra és a hallgatókra. Nézetük alapján a kiválasztottak lelke haláluk után egyenesen a Paradicsomba jutott, míg a hallgatóké valamivel hosszabb utat kellett hogy megtegyen odáig. A manicheus etika legfontosabb feladatai az első csoportra hárult. 
A "kiválasztott" név Mání saját szavaira nyúlik vissza::
„Minden gyermekem, az igazak (δίκαιος), a kiválasztottak (έκλεκτός), akik minden országban vannak, olyanok, mint a nap sugarai;
idővel, miután elhagyom a világot és elmegyek népem házába (a Fény birodalmába), összeszedem ott az összes kiválasztottat, aki hitt bennem; mindenkit magamhoz veszek távozásakor (erről a világról), és egyiküket sem hagyom a Sötétségben.”
A vezetők Máni utódjának tartották magukat, nekik volt alárendelve tizenkét magister, hetvenkét püspök és sok presbiter, diakónus.
A manicheus egyház felépítéséhez és jellegéhez van néhány fontos – manicheus és ellenfelektől lejegyzett – forrásunk, amelyek alapján viszonylag pontos képet rajzolhatunk a szervezet formáiról. Az ötfokozatú hierarchia jellemzését a kínai Kompendiumban találjuk. Itt az öt fokozatot plasztikus módon írja le a kínai szöveg megfogalmazója:

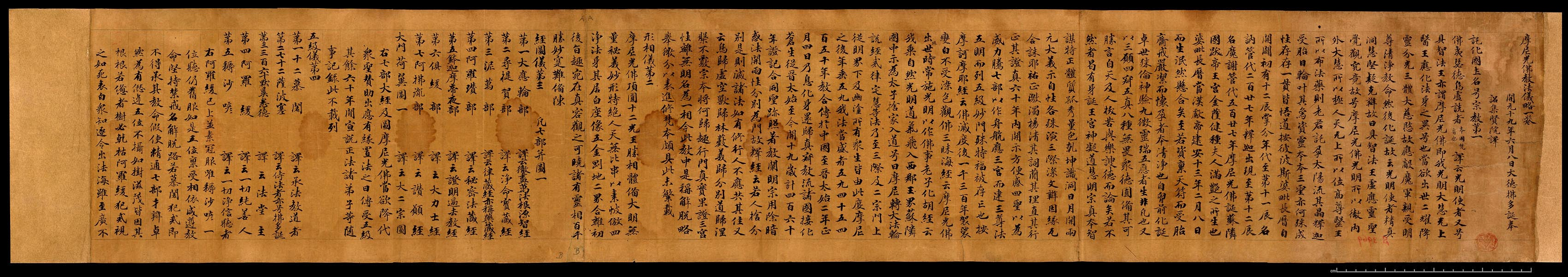
A kínai manicheus "Kompendium" 摩尼教文獻

- 12 mushe, „aki a Tant megkapta és az igazságot tanítja.” (középperzsa: (ham)mózsag). Ők Mání tanának gondos őrzői.
- A 72 sabosai, „aki a tanra vigyáz.” (középperzsa: iszpaszag). Ők a kultusz végrehajtói, akik felügyelik az egyházközség ügyeit.
- A 360 moxixide, „a Tan csarnokának vezetője.” (középperzsa: mahisztag). Ők egy-egy manicheus közösség vezetői, akik irányítják a közösséget, és segítik a „püspököket” (sabosai) a pasztorális feladatokban.
- Az aluohuanok, amelynek jelentése: minden becsületes és jó ember. Ők a „kiválasztottak” (középperzsa: árdáván).
- A noushayanok, melynek jelentése: minden tiszta és hívő hallgató. Ők a „hallgatók” (középperzsa: niyósagán).

A volt manicheus Ágoston hasonlóan jellemzi a hirarchiát.

## Kozmogónia és kozmológia
A manicheus doktrína szíve és magja a kozmogónia. Választ ad a „honnan jöttél, hova mész, milyen célból jöttél, hova küldtek?” stb. kérdésekre.
Mání több írásában tárgyalta kozmogóniáját, többek között a Šābuhragānban  és az Episztolákban (Epistula Fundamenti). Eredeti írásai közül a Šābuhragánnak csak bizonyos részei maradtak fenn töredékes kéziratokban; más művek csak fordításokból vagy szövegrészletekből ismertek. Találunk még korabeli görög nyelvű szövegeket, amelyek a manicheusok ellen íródtak, valamint Hippói Ágoston latin nyelvű műveit, amelyek számos utalást tartalmaznak a manicheus tanra, különösen a Contra Epistulam Fundamenti.
A kozmogónia az isteni Fény és a démoni Sötétség két világa ősi létezésének leírásával kezdődik.
A Fény Világának felsőbbrendűsége boldogító, önellátó harmóniájában rejlik; gyengesége békés természete, ami miatt nincs felkészülve minden konfliktusra. A Sötétség Világa ezzel szemben minden tekintetben rokon az anarchikus, kaotikus viszályhoz és szexualitáshoz, valamint a pusztító vágyakozáshoz.
Mání szerint kezdetben két őselv létezett: a Fény és a Sötétség. A Fény Atyja vagy a Fény Birodalmának istene több konkrét "nyúlvánnyal", emanációval rendelkezik: ezek az Ész, az Értelem, a Felfogóképesség, a Gondolat és a Megértés. Továbbá számtalan eón – isteni lény – veszi körül őt. A Fény Birodalmának tükörképe a Sötétség Birodalma. A Sötétség Atyját Ahrimannak (arab: Šayṭān) nevezi.
Amikor a Sötétség uralkodója meg akarta támadni a Fény Birodalmát, a Nagyság (Fény) Atyja ellenintézkedéseket hozott, amelyek egy sor „idézés” révén végül a világ megteremtéséhez vezettek.
A világlélek megváltása a kozmikus és az emberi történelem fő tárgya.
Az emberi történelemben zajló folyamat révén a fény fokozatosan eltávolodik az anyag világából, és visszatér abba a világba, ahonnan jött.
Mání a gnosztikus és misztikus felfogással összhangban azt tanította, hogy mindenkinek megvan a saját angyala, a spirituális „ikertestvére”, akit élete során meg kell találnia. Ez az őrangyal minden egyes ember isteni szikráját képviselte, amely segítheti őt az anyagi börtönben. Ő maga hitte, hogy tizenkét éves korában, másodszor pedig huszonöt éves korában került kapcsolatba vele (240), és azóta mindig elkísérte.

## Életvitelük, nézeteik
Mání szerint a jó erői számtalan isteni hírnököt küldtek, hogy észre térítsék az emberiséget gyötrelmes szendergéséből, s ezáltal az emberekben rejlő Fény visszatérhessen őseredeti helyére. Az elődei (Zoroaszter, Buddha, Jézus) az igazságot hirdették, de a követőik az idők folyamán beszennyezték a tanításukat. Mání (a „Fény Apostola”) – aki a tökéletes, végső kinyilatkoztatást hirdette – azért jött, hogy helyreállítsa mindazt, ami megromlott.  
Az ember legfőbb feladata az, hogy válaszoljon a folyamatosan hozzá szóló isteni megnyilvánulásokra, a magasabb rendű Fényvilág hívó üzenetére.
Az üdvözülés két dologtól függ. Minden embernek fel kell ismernie helyzete igazi, valós természetét és meghatározott gyakorlatokat kell folytatnia. Tudatára kell ébredünk saját magunknak, aminek radikális önmegtartóztatással kellett egybekapcsolódnia.
Nincs isten, aki a bűnöket megbocsáthatná, vagy azoktól megváltást nyújthatna: éppen ellenkezőleg mindaddig, amíg a Fény egy része a sötétséggel keveredik, vagy annak fogságában van, addig maga a Fény Atyja szorul megváltásra – nem Isten váltja (vagy váltotta) meg az embert, hanem az ember váltja meg az isteni világot. 
Az ember halála jó, hiszen annak a folyamatnak a tartozéka, amelynek során az emberi testbe zárt fény egy újabb részecskéje kiszabadul börtönéből. Ez a fényrészecske azután vagy – immár egy fokkal megtisztultabb állapotban – visszatér egy újabb testbe (reinkarnáció), vagy végleges megváltást nyerve a Fény birodalmába tér vissza. A megváltási folyamat addig tart, amíg minden emberi lélek el nem éri a tökéletesség fokát, és vissza nem tér a Fény birodalmába. 
A vallásos szertartások jól ismert formákban öltöttek alakot: imádság, böjt, heti bűnmegvallás. 
Imájukban leborultak a földre, és minden imában tizenkétszer felemelkedtek. Nappal a nap felé, éjszaka pedig a Hold felé fordultak. Ha a hold nem volt látható, akkor észak felé fordultak. Az égitestek nem az istentisztelet tárgyai voltak, csak „közvetítők”, a legfelsőbb istenség kisugárzásai. Ágoston írása szerint napi tíz imát végeztek el, az elsőt a Nagyság Atyjának szentelték, a következőket pedig a szellemi lényeknek és az angyaloknak, végül pedig a választottakért imádkoztak.
Hetente két napot böjtöltek. Vasárnap mindkét csoport (a kiválasztottak és a hallgatók) böjtölt, hétfőn csak a választottak. Márciusban egy egész héten át böjtöltek, a Béma-ünnep előtt pedig 1 teljes havi böjt volt előírva.
Víz helyett olajjal kereszteltek. Az úrvacsoránál csak kenyeret használtak, bor nélkül. 
Áldozataik – úgy tűnik – kezdetben nem voltak. Mání gondoskodott arról, hogy a liturgia szép és felemelő legyen, utódai azonban az ő személyét állították a kultusz középpontjába. A Béma-ünnep is az ő tiszteletére szolgált, amelyet Mání szenvedéstörténetének emlékére tartottak meg évenként.
Nem ettek húst, nem ittak bort, állatot nem öltek, a "választottak" pedig szüzességben éltek. Mání nekik megtiltotta, hogy bármit is szerezzenek, kivéve egy napi táplálékot és egy évre elegendő ruházatot (anyagi lemondás). Mindig úton kellett lenniük a világon igehirdetés és útmutatás végett (misszió).  Életformájukat al-Birúni középkori tudós így jellemezte: a szegénység szeretete, a mohóság és a szenvedély megzabolálása, az evilág elutasítása és az iránta való közömbösség, a meg nem szűnő böjtölés és alamizsnálkodás, amennyire csak lehetséges.
A nép számára (hallgatók) előírt életszabályok már enyhébbek voltak, de nekik is javaik egytizedét kellett alamizsnaként odaadni, életük hetedrészében böjtölni, egyetlen asszonnyal megelégedniük, és a választottakat segíteniük, bajaikat enyhíteniük. 
A gyónás, mint kötelező intézmény korábban volt meg a manicheizmusban, mint a katolikus kereszténységben; az egyházi hierarchia egyes intézményei is hatást gyakoroltak a kereszténységre. A szerzetesi életforma kialakításában a manicheizmus tanítványa volt a keleti vallásoknak, de valószínűleg tanítója a kereszténységnek.
A keresztény szerzetességhez képest sokkal közelebb állt a korai théraváda buddhizmus vándorszerzetesi eszményéhez; mindkettő a radikális evilágtagadás jegyében alakította ki a szigorú életvitelt, s annak szervezeti formáit. Abban is hasonlók voltak egymáshoz, hogy a keresztény klérus–szerzetesség–laikus hívők hármasságával szemben az egyház maga volt a kiválasztottak (electi) és laikus hívők (auditores) gyülekezete, vagyis a manicheizmus úgy jelentkezett antistruktúra gyanánt, hogy az általa elvetett struktúra nem a valláson belül létezett, hanem az éppen adott világot igénylő környezet számított annak. Ez, ha lehetett, még a buddhizmusnál is radikálisabb világelutasító megváltásvallást tételezett. Az egyház kettős felépítésében, electi-re és auditores-re, a buddhizmus vagy a markionita egyház lebeghetett előtte példa gyanánt.
A Fény vallása nem a különböző (szászánida, bizánci, római stb.) társadalmakkal szemben alakított ki anti-struktúrát, hanem az evilág-igenlő életformával szemben, amelyet a hatalommal összefonódó vallások (kereszténység, iszlám, zurvánizmus) felvállaltak.

## Szent könyvek
Mání hét könyvet írt, amelyek tartalmazzák a nézeteit és a tanításait. Az üldözések miatt csak elszórtan töredékek és fordítások maradtak meg, a legtöbbet Egyiptomban és a közép-ázsiai Turkisztánban fedezték fel a 20. század során.

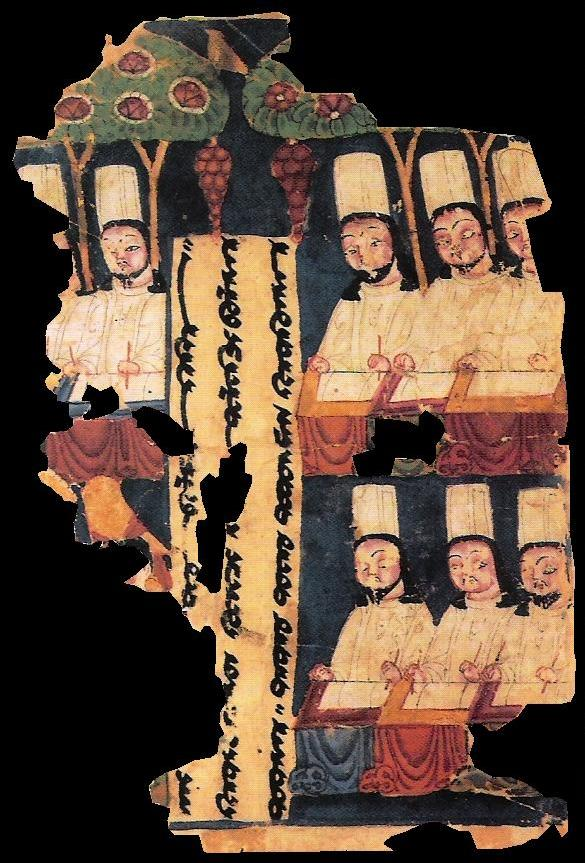
Manicheista könyv illusztrációja (Tarim-medence 8–9. század)

### Eredetileg szír nyelven íródott művek
- A Mání Evangéliuma (wd) (görögül: Ευαγγελιον, és jó híreket jelent) Az első fejezettől szereplő idézetek arabul íródtak és szerzőjük al-Nadim (wd) volt, aki még abban az időben élt Bagdadban, amikor a manicheusok is ott éltek. Fihrist című könyvében, ami 938-ban íródott, minden művet leír, ami számára ismert volt.
- Az Élet Kincse
- Az értekezés (Pragmateia)
- Titkok könyve
- Az Óriások Könyve (wd): Az eredeti zsidó apokrifokat Kumránban, a manicheus verziót a kínai Turfan régiójában fedezték fel.
- Az Episztolák (wd): Hippói Ágoston Mani "Fundamentális Leveléből" (Epistula Fundamenti) idéz latinul néhány antimanicheus munkájában.
- Zsoltárok és Imák: Felfedeztek egy kopt manicheus zsoltárt Egyiptomban az 1900-as évek elején. Charles Allberry adta ki a Chester Beatty-féle gyűjteménybeli és a Berlini Akadémiától származó manicheus kéziratokból.

### Eredetileg középperzsául íródott művek
- Sábuhragán (wd): Eredeti középperzsa szövegeket fedeztek fel Turfánnál, amelyek al-Birúni által írt arab nyelvű idézeteket tartalmaztak és Mání I. Sápúrnak ajánlotta.

### Egyéb művek
- Arzsang (Arzhang) (wd), a "Képes Könyv": Az iráni hagyomány szerint ez Mání szent könyveinek egyike volt, amelyek emlékezetessé váltak a későbbi perzsa történelemben. Aržangnak is hívják, amely szó pártus nyelven Bölcsességet jelent. Gyönyörű festéssel is díszítették. Ezért az irániak a Festő címet adták neki, a kopt fordításban pedig a Kephalaia nevet adták neki, mely Beszélgetéseket jelent.
- Az Ő teste eredetéről: ez a címe egy Mání-kódexnek, mely egy, eredetileg arámi nyelven írt könyv görög fordítása. Ez a mű Mání előéletéről szól.[41]

### A manicheusok által fennmaradt nem manicheista művek
Az Enoch könyve bibliográfiájának néhány része és egy kevés irodalom, amely Tamás apostolra vonatkozik, aki bizonyos hagyomány szerint Indiába ment, de még Szíriában is tisztelték. Ilyenek Tamás cselekedeteinek néhány része és Tamás zsoltárai.

## Fordítás
- Szent Könyvek: Ez a szócikk részben vagy egészben  a   Manicheism című angol Wikipédia-szócikk fordításán alapul.  Az eredeti cikk szerkesztőit annak laptörténete sorolja fel. Ez a jelzés csupán a megfogalmazás eredetét és a szerzői jogokat jelzi, nem szolgál a cikkben szereplő információk forrásmegjelöléseként.